# Милтон-Фривотер (Орегон)
Милтон-Фривотер (енгл. Milton-Freewater) град је у америчкој савезној држави Орегон.

## Демографија
По попису из 2010. године број становника је 7.050, што је 580 (9,0%) становника више него 2000. године.
| Група             | 2000.         | 2010.         |
| Белци             | 4.257 (65,8%) | 3.832 (54,4%) |
| Афроамериканци    | 28 (0,4%)     | 39 (0,6%)     |
| Азијати           | 29 (0,4%)     | 41 (0,6%)     |
| Хиспаноамериканци | 2.055 (31,8%) | 3.036 (43,1%) |
| Укупно            | 6.470         | 7.050         |